# Osiedle Dziewiarz
Osiedle Dziewiarz – osiedle usytuowane jest w północno-zachodniej części miasta przy ulicy Adama Mickiewicza. Budowę pierwszego budynku mieszkalnego rozpoczęto w 1960. Następne lata przynoszą kolejne efekty w postaci bloków mieszkalnych. Zakończenie budowy na osiedlu nastąpiło w 1968.